# Steve Zahn
Pour les articles homonymes, voir Zahn.
Steve Zahn est un acteur et humoriste américain, né le 13 novembre 1967 à Marshall dans le Minnesota.

## Biographie
Steve Zahn est né le 13 novembre 1967 à Marshall, Minnesota. Sa mère, Zelda Zahn, a travaillé à la YMCA et son père, Carleton Edward Zahn, est pasteur luthérien à Robbinsdale, Minnesota.

### Vie privée
Il est marié à Robyn Peterman depuis 1994. Ils ont un fils, Henry James Zahn, né 3 avril 2000 et une fille, Audrey Clair Zahn, né le 25 avril 2002.

## Filmographie

### Cinéma
- 1992 : Rain Without Thunder de Gary O. Bennett : Jeremy Tanner
- 1994 : Génération 90 (Reality Bites) de Ben Stiller : Sammy Gray
- 1995 : USS Alabama (Crimson Tide) de Tony Scott : William Barnes
- 1996 : Race the Sun de Charles T. Kanganis : Hans Kooiman
- 1996 : That Thing You Do ! de Tom Hanks : Lenny Haise
- 1996 : SubUrbia de Richard Linklater : Buff
- 1998 : L'Objet de mon affection (The Object of My Affection) de Nicholas Hytner : Frank Hanson
- 1998 : Hors d'atteinte (Out of Sight) de Steven Soderbergh : Glenn Michaels
- 1998 : Casses en tous genres (Safe Men) de John Hamburg : Eddie
- 1998 : Vous avez un message (You've Got Mail) de Nora Ephron : George Pappas
- 1999 : Happy, Texas de Mark Illsley : Wayne Wayne Wayne Jr. alias David
- 1999 : Un vent de folie (Forces of Nature) de Bronwen Hughes : Alan
- 1999 : Freak Talks About Sex de Paul Todisco : Freak
- 1999 : Stuart Little de Rob Minkoff : Monty la Bouche (voix)
- 2000 : Hamlet de Michael Almereyda : Rosencrantz
- 2000 : Chain of Fools de Pontus Löwenhielm et Patrick von Krusenstjerna : Kresk
- 2001 : Diablesse (Saving Silverman) de Dennis Dugan : Wayne Lefessier
- 2001 : Docteur Dolittle 2 (Doctor Dolittle 2) de Steve Carr : Archie (voix)
- 2001 : Une virée en enfer (Joy Ride) de John Dahl : Fuller Thomas
- 2001 : Chelsea Walls d'Ethan Hawke : Ross
- 2001 : Écarts de conduite (Riding in Cars with Boys) de Penny Marshall : Ray Hasek
- 2002 : Stuart Little 2 de Rob Minkoff : Monty, le chat de gouttière (voix)
- 2003 : National Security de Dennis Dugan : Hank Rafferty
- 2003 : École paternelle (Daddy Day Care) de Steve Carr : Marvin
- 2003 : Le Mystificateur (Shattered Glass) de Billy Ray : Adam Penenberg
- 2004 : L'Employé du mois (Employee of the Month) de Raphaël Brescia : Jack
- 2004 : Speak de Jessica Sharzer : Mr Freeman
- 2005 : Sahara de Breck Eisner : Al Giordino
- 2005 : Chicken Little de Mark Dindal : Boulard (voix)
- 2006 : Bandidas de Joachim Rønning et Espen Sandberg : Quentin Cooke
- 2006 : Rescue Dawn de Werner Herzog : Lieutenant Duane Martin
- 2008 : Sunshine Cleaning de Christine Jeffs : Mac
- 2008 : Strange Wilderness de Fred Wolf : Peter
- 2008 : Love Manager (Management) de Stephen Belber : Mike
- 2008 : Unstable Fables : 3 Pigs & a Baby d'Howard E. Baker et Arish Fyzee : Sandy Pig (voix)
- 2009 : Escapade fatale (A Perfect Getaway) de David Twohy : Cliff Anderson
- 2009 : Calvin Marshall de Gary Lundgren : Coach Little
- 2009 : Night Train de Brian King : Pete
- 2010 : Journal d'un dégonflé (Diary of a Wimpy Kid) de Thor Freudenthal : Frank Heffley
- 2011 : Le Journal d'un dégonflé : Rodrick fait sa loi (Diary of a Wimpy Kid : Rodrick Rules) de David Bowers : Frank Heffley
- 2012 : Journal d'un dégonflé : Ça fait suer ! (Diary of a Wimpy Kid : Dog Days) de David Bowers : Frank Heffley
- 2013 : Dallas Buyers Club de Jean-Marc Vallée : Tucker
- 2014 : Knights of Badassdom de Joe Lynch : Eric
- 2014 : Les zévadés de l'espace (Escape from Planet Earth) de Cal Brunker : Hawk (voix)
- 2015 : The Ridiculous 6 de Frank Coraci : Clem
- 2015 : Le voyage d'Arlo (The Good Dinosaur) de Peter Sohn : Thunderclap (voix)
- 2016 : Captain Fantastic de Matt Ross : Dave
- 2017 : La Route sauvage (Lean on Pete) d'Andrew Haigh : Silver
- 2017 : La Planète des singes : Suprématie (War for the Planet of the Apes) de Matt Reeves : "Méchant Singe" (Bad Ape en VO)
- 2018 : Blaze d'Ethan Hawke :
- 2019 : Bernadette a disparu (Where'd You Go, Bernadette) de Richard Linklater : David Walker
- 2019 : Tall Girl de Nzingha Stewart : Richie Kreyman
- 2020 : Uncle Frank d'Alan Ball : Mike Bledsoe
- 2020 : Cowboys d'Anna Kerrigan : Troy
- 2023 : Your Place or Mine de Aline Brosh McKenna : Zen
- 2023 : Wildcat d'Ethan Hawke
- 2023 : LaRoy de Shane Atkinson : Skip
- 2025 : Wild Speed Girl (Eenie Meanie) de Shawn Simmons : Dad
- 2025 : Anaconda de Tom Gormican : Kenny Trent

### Télévision
- 1993 : South Beach : Lane Bailey
- 1994 : Picture Windows : Allan
- 1994 : Normandy : The Great Crusade de Christopher Koch : Bill Preston (voix)
- 1996 : Friends : Duncan
- 1997 : SUBWAYStories : Tales from the Underground : Tucker
- 1997 : Liberty ! The American Revolution : Un sergent américain
- 1998 : De la Terre à la Lune (From the Earth to the Moon) : Elliott See
- 2008 : Comanche Moon : Gus McCrae
- 2008 - 2009 / 2012 : Phinéas et Ferb (Phineas and Ferb) : Swampy (voix)
- 2009 : Monk : Jack Monk Jr.
- 2010 - 2013 : Treme : Davis McAlary
- 2014 : Mind Games : Clark Edwards
- 2014 - 2015 : Modern Family : Ronnie
- 2015 - 2016 : Mad Dogs : Cobi
- 2018 : The Crossing : Jude Ellis
- 2019 : Valley of the Boom : Michael Fenne
- 2020 : The Good Lord Bird : Chase
- 2020  : Un ami aux petits soins (The Healing Powers of Dude) : Dude (voix)
- 2021 : The White Lotus : Mark Mossbacher
- 2022 : George and Tammy : George Richey (en)
- 2024 : Silo : Cole « Solo » Myers

## Voix francophones
En France, Jérôme Pauwels et Vincent Ropion sont les voix régulières de Steve Zahn en alternance, l'ayant doublé respectivement à douze et neuf reprises.
Au Québec, Louis-Philippe Dandenault est la voix régulière de l'acteur.